# Atlas (livre)
Pour les articles homonymes, voir Atlas.

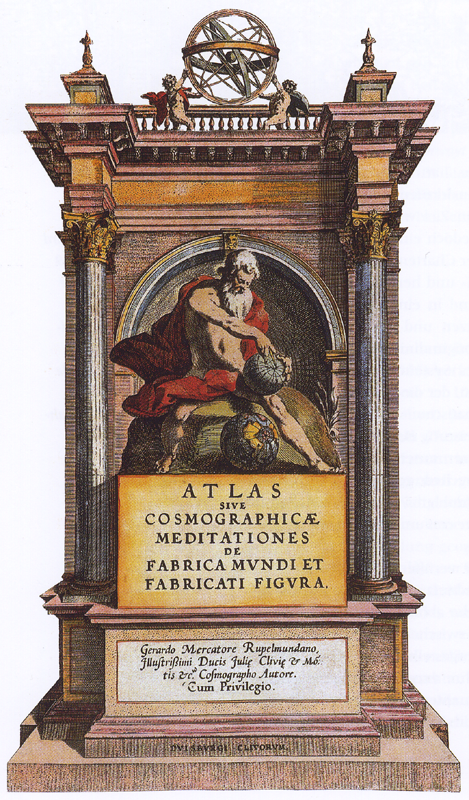
Le géant Atlas illustrant le frontispice de l'atlas de Mercator (édition de 1595).

Un atlas est à l'origine un recueil de cartes géographiques réalisé par Mercator à partir de 1585, ouvrage dans lequel le géographe flamand orne le frontispice par la représentation du géant Atlas avec à la main un globe céleste qu'il scrute, et à ses pieds un globe terrestre. Par extension, ce terme géographique désigne un recueil de cartes, de planches, d'illustrations, joint à un ouvrage.

## Étymologie
Le mot atlas vient de la divinité Atlas, Titan de la mythologie grecque, dont le nom en grec ancien, Ἄτλας, signifie le « porteur ».

## Typologie

### Variété des atlas
Les atlas sont aujourd'hui des produits éditoriaux extrêmement différenciés :
- selon le public visé (atlas scolaires, etc.) et le degré de spécificité (atlas généraux, comportant à la fois des cartes physiques et politiques, ou atlas spécialisés) ;
- selon leurs objets spécifiques (atlas économique, atlas géologique, atlas linguistique ou atlas dialectal, atlas ornithologique, atlas de paysages…) ;
- selon la perspective de leur description (atlas synchronique ou atlas historique).

Des sujets émergeant se prêtent aussi à la réalisation d'atlas. Par exemple, en 2010, l'Union européenne a publié un premier atlas de la biodiversité des sols.

### Usages sociaux des atlas
Les atlas, mieux encore que les cartes isolées, fournissent une représentation des conceptions politiques ou idéologiques d'une société ou d'une culture donnée : ils manifestent en effet des choix significatifs : type de projection choisie, donnant plus d'importance à telle ou telle région du monde, choix des points de vue, mettant telle ou telle région au centre de la carte et donnant aux autres un statut marginal ou dépendant, choix des variétés linguistiques choisies dans les légendes, attribution de tel territoire à telle ou telle entité politique, manifestant une prise de position dans les conflits territoriaux, etc.